# Regulus (cavallo)
Regulus fu un cavallo purosangue inglese nato nel 1739. Allevato da Lord Chedworth, resto imbattuto durante tutta la sua carriera.
Regulus era figlio di Godolphin Arabian e di Grey Robinson. La sua ascendenza dal lato paterna è sconosciuta, mentre da quello materno si sa che  discendeva da Bald Galloway e da una sorella di Old Country Wench, discendente di Snake.
Dopo la morte di Lord Chedworth, Regulus fu venduto à Mr. Martindale senza che avesse ancora vinto corse. Si rivelerà essere un eccellente corridore, vincendo 8 corse nel 1745 e un premio da 50 sterline. Quando si ritirò, imbattuto, divenne anche un ottimo stallone che generò una serie di grandi campioni: fu padre di Royal (1749), South (verso 1750), Fearnought (1755), Star, Cato, Juba, Ascha, Grisewood's Lady Thigh, Miss Belsea e diverse altre fattrici importanti, tra cui Spilletta (che fu la madre di Eclipse) e avo della madre di Highflyer.
I successi dei suoi discendenti lo porteranno ad essere testa di lista degli stalloni in Inghilterra ed Irlanda per otto anni (dal 1754 al 1757 e poi nel 1761, 1763, 1765 e 1766).
Morì all'età di 26 anni.